# Classe Absalon
A Classe Absalon é uma classe de fragatas da Marinha Dinamarquesa. Esta classe é composta por duas unidades, construídas em 2004 pela empresa Odense Staalskibsværft (OSS), com capacidade para transportar até 6,300 toneladas.

## Navios na classe
| Nº na amurada | Nome         | Lançamento              | Comissionamento       | Estado       |
| ------------- | ------------ | ----------------------- | --------------------- | ------------ |
| L16           | Absalon      | 25 de fevereiro de 2004 | 19 de outubro de 2004 | Em atividade |
| L17           | Esbern Snare | 21 de junho de 2004     | 18 de abril de 2005   | Em atividade |

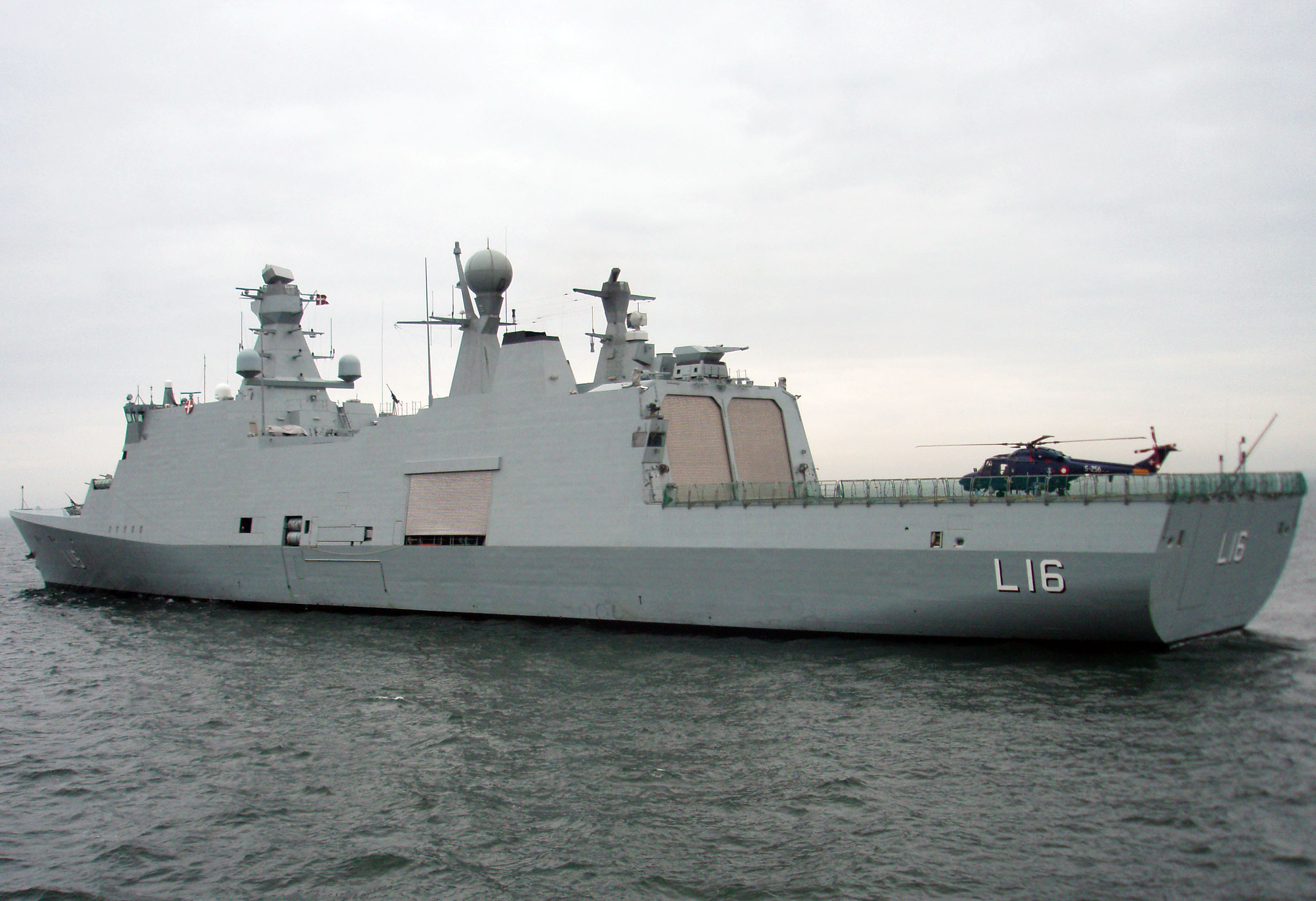
Fragata L16 Absalon com um helicóptero Lynx
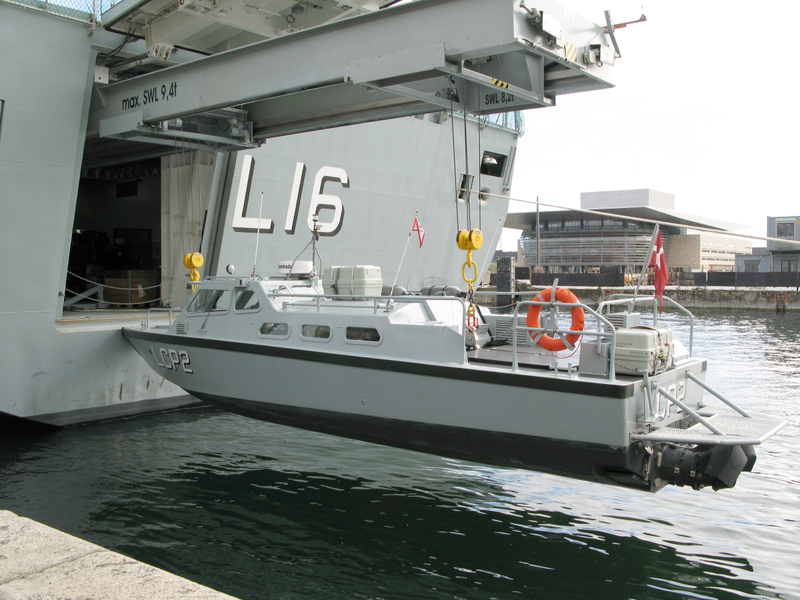
Lancha Storebro SB90E usada nos navios da classe